# Juan de Pablo Bonet
Juan de Pablo Bonet (El Castellar, 1573 – Torres de Berrellén, 1633) è stato un pedagogo e logopedista spagnolo.

## Biografia
Nacque nell'odierna Regione della Comunità Autonoma Spagnola dell'Aragona.
Di lì a poco ebbe i contatti con una famiglia del funzionario nobiliare che ebbe in incarico di istruire due bambine sorde che all'epoca non sapevano né leggere, né scrivere, né parlare.

## Il caso del plagio con Ponce
Nella seconda metà del XVI secolo fu accusato dal frate Vicente, che sostenne di aver copiato il lavoro di Pedro Ponce de Leon, del suo libro Doctrina para los mudos-sordos.
Si ebbe questa notizia storica da un documento conservato nell'Archivio di Madrid nel 1987.

## Opere
L'opera fu pubblicato nel 1620 Reduction de las letras y Arte para enseñar á ablar los Mudos, all'interno c'è l'Abecedario Demonstrativo che è il dizionario dell'alfabeto manuale della lingua dei segni spagnola, probabilmente era in Lingua dei Segni Aragonese, anche se si suppone che sia in LSE (Lengua des Señas Española).